# McKinleyville
McKinleyville és una concentració de població designada pel cens dels Estats Units a l'estat de Califòrnia. Segons el cens del 2000 tenia 13.599 habitants.

## Demografia
Segons el cens del 2000, McKinleyville tenia 13.599 habitants, 5.277 habitatges, i 3.604 famílies. La densitat de població era de 251,5 habitants/km².
Dels 5.277 habitatges en un 34,5% hi vivien nens de menys de 18 anys, en un 50,9% hi vivien parelles casades, en un 12,1% dones solteres, i en un 31,7% no eren unitats familiars. En el 21,7% dels habitatges hi vivien persones soles el 7% de les quals corresponia a persones de 65 anys o més que vivien soles. El nombre mitjà de persones vivint en cada habitatge era de 2,58 i el nombre mitjà de persones que vivien en cada família era de 3,01.
Per edats la població es repartia de la següent manera: un 26,4% tenia menys de 18 anys, un 9,5% entre 18 i 24, un 30,9% entre 25 i 44, un 22,5% de 45 a 60 i un 10,8% 65 anys o més.
L'edat mitjana era de 35 anys. Per cada 100 dones de 18 o més anys hi havia 90,4 homes.
La renda mitjana per habitatge era de 38.047 $ i la renda mitjana per família de 42.926 $. Els homes tenien una renda mitjana de 35.395 $ mentre que les dones 24.385 $. La renda per capita de la població era de 17.870 $. Entorn de l'11,7% de les famílies i el 14,9% de la població estaven per davall del llindar de pobresa.

## Poblacions més properes
El següent diagrama mostra les poblacions més properes.